# Phaeophilacris ornatipes
Phaeophilacris ornatipes is een rechtvleugelig insect uit de familie krekels (Gryllidae). De wetenschappelijke naam van deze soort is voor het eerst geldig gepubliceerd in 1958 door Chopard.